# 아내여 미안하다
"아내여 미안하다"는 1972년 공개된 대한민국의 영화이다.

## 배역
- 문희
- 남진
- 이순재
- 전양자
- 한은진
- 안인숙
- 이동민
- 최삼
- 조덕성
- 성소민
- 김웅
- 오일랑
- 전숙
- 이낙훈